# Shohei Yanagizaki
Shohei Yanagizaki (født 11. juni 1984) er en japansk fodboldspiller.
Han har spillet for flere forskellige klubber i sin karriere, herunder FC Machida Zelvia og Kagoshima United FC.